# Christoph Moritz
Christoph Moritz (Düren, 27 januari 1990) is een Duits voetballer die bij voorkeur als defensieve middenvelder speelt. Hij verruilde in juli 2013 Schalke 04 voor 1. FSV Mainz 05.

## Clubcarrière
Moritz begon op vierjarige leeftijd met voetballen bij FC Viktoria 08 Arnoldsweiler. Na twaalf jaar vertrok hij naar de jeugdopleiding van Alemannia Aachen. Moritz tekende in juli 2009 vervolgens een profcontract bij Schalke 04. Hij debuteerde hiervoor op 8 augustus 2009 in de Bundesliga, tegen FC Nürnberg. Hij scoorde acht dagen later zijn eerste doelpunt voor Schalke 04 . Op 21 mei 2011 won hij met Schalke 04 de DFB-Pokal, na 5-0 winst tegen MSV Duisburg. Klaas-Jan Huntelaar scoorde twee doelpunten. Julian Draxler, Jurado en Benedikt Höwedes namen de drie andere treffers voor hun rekening.

## Erelijst
| DFB-Pokal | 1x | 2010/11 |